# Amaxia kennedyi
Amaxia kennedyi là một loài bướm đêm thuộc phân họ Arctiinae, họ Erebidae.